# Maple Valley (Washington)
Maple Valley je grad u američkoj saveznoj državi Washington. Prema popisu stanovništva iz 2010. u njemu je živjelo 22.684 stanovnika.